# Сомон, Лоран
Лоран Сомон (фр. Laurent Somon) — французский политик, сенатор, бывший президент Совета департамента Сомма.

## Биография
Лоран Сомон родился 28 декабря 1957 г. в Бернавиле (департамент Сомма). Окончил ветеринарную школу Альфор, работал ветеринаром до 2017 года. Политическую деятельность начал в 2001 году с избрания мэром родной коммуны Бернавиль и советником Генерального совета департамента Сомма от кантона Бернавиль. С 2008 по 2016 год он был президентом сообщества коммун Бернавиль, а после  его упразднения ― сообщества коммун Северной Пикардии с 2017 по 2020 год. В марте 2015 году Лоран Сомон в паре с Кристел Ивер был избран в Совет департамента Сомма от кантона Дуллан, и на первом заседании этого Совета 2 апреля 2015 года был избран его Президентом. После этого он ушел в отставку с поста мэра Бернавиля, оставшись членом муниципального совета этой коммуны.
27 сентября 2020 года Лоран Сомон возглавил список партии Республиканцы на выборах в Сенат от департамента Сомма. Его список занял второе место и получил один мандат сенатора. Через месяц, в соответствии с требованиями закона о невозможности совмещения мандатов, он ушел в отставку с поста Президента Совета департамента Сомма, сохранив мандат советника. 

## Занимаемые выборные должности
11.03.2001 — 02.04.2015 — мэр коммуны Бернавиль

18.03.2001 — 21.03.2015 — член Генерального совета департамента Сомма от кантона Бернавиль

с 02.04.2015 — член Совета департамента Сомма от кантона Дуллан

02.04.2015 — 27.10.2020 — президент Совета департамента Сомма

с 01.10.2020 — сенатор Франции от департамента Сомма 